# Stoiana
Stoiana (węg. Esztény) – wieś w Rumunii, w okręgu Kluż, w gminie Cornești. W 2011 roku liczyła 231 mieszkańców.